# Phanerotomella similis
Phanerotomella similis är en stekelart som beskrevs av Herbert Zettel 1989. Phanerotomella similis ingår i släktet Phanerotomella och familjen bracksteklar. Inga underarter finns listade i Catalogue of Life.